# Steve Martin (motociclista)
Steve Martin (2 de diciembre de 1968) es un ex piloto de motociclismo que ha participado en el Campeonato del Mundo de Motociclismo y en el Campeonato del Mundo de Superbikes. Actualmente reside en Suiza .

## Biografía
Después de triunfo en los trials, empezó su carrera en la modalidad de Campeonato Australiano de Superbikes en 1989, inicialmente en la factoría de Suzuki. Después de años en motos privadas, finalmente cayó en Ducati. Lideró la general en 1998 hasta que se estrelló en Phillip Island, pero ganó el título en 1999. También consiguió wildcars para participar en el Campeonato del Mundo de Superbikes a lo largo de los años, así como cuatro Gran des Premios de 500cc en 1999.
Después de esto, compitió en las series de Supersoprt Australiano, antes de dedicarse a tiempo completo en el Campeonato del Mundo de Superbikes en 2001. Sus mejores actuaciones fue 2003 donde acabó octavo y 2004 donde fue séptimo, con tres pole positions y cinco podios. Estuvo dos temporada más en el equipo de Foggy Petronas de Carl Fogarty,
donde luchó por ser competitivo con su máquina de tres cilindros, aunque superó a sus compañeros de equipo Garry McCoy y Craig Jones en esos años. Regresó a DFXtreme en 2007, rechazando otras ofertas porque creía que el equipo tenía fondos suficientes para toda la temporada. Pronto quedó claro que este no era el caso y casi perdió el viaje después de 2 carreras. pero continuó 3 de las cuatro rondas, antes de abandonar el equipo ya que no pudo proporcionar una entrada de tiempo completo. Se trasladó al Campeonato Mundial de Supersport en Assen, reemplazando al compatriota lesionado Kevin Curtain Desnpués en 2007 participó en las 8 Horas de Suzuka, y comenzó la temporada del Mundial de Superbikes a bordo de una Yamaha y Suzuki, pero acabó la temporada con una rotura en el metatarso.
En 2008 se retiró de la competición pero se unió al Mundial de Superbikes como comentarista junto a Jonathan Green. Continuó compitiendo en una Superbike y terminó primero en el Campeonato Mundial de Resistencia para YART (Yamaha Austria Racing Team). BMW también mantuvo sus servicios como piloto de desarrollo para su nuevo proyecto de Superbike S1000RR, lo que llevó a un retorno único en Kyalami en lugar de Troy Corser.

## Resultados

### Campeonato Mundial de Superbikes

#### Carreras por año
| Año  | Moto     | 1       | 1       | 2       | 2       | 3       | 3       | 4       | 4       | 5       | 5       | 6       | 6       | 7       | 7      | 8       | 8       | 9      | 9       | 10     | 10      | 11      | 11      | 12      | 12      | 13     | 13      | 14  | 14  | Pts. | Pos. |
| Año  | Moto     | R1      | R2      | R1      | R2      | R1      | R2      | R1      | R2      | R1      | R2      | R1      | R2      | R1      | R2     | R1      | R2      | R1     | R2      | R1     | R2      | R1      | R2      | R1      | R2      | R1     | R2      | R1  | R2  | Pts. | Pos. |
| ---- | -------- | ------- | ------- | ------- | ------- | ------- | ------- | ------- | ------- | ------- | ------- | ------- | ------- | ------- | ------ | ------- | ------- | ------ | ------- | ------ | ------- | ------- | ------- | ------- | ------- | ------ | ------- | --- | --- | ---- | ---- |
| 1989 | Suzuki   | GBR     | GBR     | HUN     | HUN     | CAN     | CAN     | USA     | USA     | AUT     | AUT     | FRA     | FRA     | JPN     | JPN    | GER     | GER     | ITA    | ITA     | AUS 15 | AUS Ret | NZL     | NZL     |         |         |        |         |     |     | 87.º | 1    |
| 1990 | Suzuki   | SPA     | SPA     | GBR     | GBR     | HUN     | HUN     | GER     | GER     | CAN     | CAN     | USA     | USA     | AUT     | AUT    | JPN     | JPN     | FRA    | FRA     | ITA    | ITA     | MAL     | MAL     | AUS 11  | AUS 10  | NZL    | NZL     |     |     | 41.º | 11   |
| 1991 | Suzuki   | GBR     | GBR     | SPA     | SPA     | CAN     | CAN     | USA     | USA     | AUT     | AUT     | SMR     | SMR     | SWE     | SWE    | JPN     | JPN     | MAL    | MAL     | GER    | GER     | FRA     | FRA     | ITA     | ITA     | AUS 8  | AUS 7   |     |     | 36.º | 17   |
| 1992 | Suzuki   | SPA     | SPA     | GBR     | GBR     | GER     | GER     | BEL     | BEL     | SPA     | SPA     | AUT     | AUT     | ITA     | ITA    | MAL     | MAL     | JPN    | JPN     | NED    | NED     | ITA     | ITA     | AUS 16  | AUS 16  | NZL    | NZL     |     |     | NC   | 0    |
| 1994 | Suzuki   | GBR     | GBR     | GER     | GER     | ITA     | ITA     | SPA     | SPA     | AUT     | AUT     | INA     | INA     | JPN     | JPN    | NED     | NED     | SMR    | SMR     | EUR    | EUR     | AUS 15  | AUS 15  |         |         |        |         |     |     | 61.º | 2    |
| 1995 | Suzuki   | GER     | GER     | SMR     | SMR     | GBR     | GBR     | ITA     | ITA     | SPA     | SPA     | AUT     | AUT     | USA     | USA    | EUR     | EUR     | JPN    | JPN     | NED    | NED     | INA     | INA     | AUS 16  | AUS 16  |        |         |     |     | NC   | 0    |
| 1996 | Suzuki   | SMR     | SMR     | GBR     | GBR     | GER     | GER     | ITA     | ITA     | CZE     | CZE     | USA     | USA     | EUR     | EUR    | INA Ret | INA 15  | JPN    | JPN     | NED    | NED     | SPA     | SPA     | AUS 14  | AUS Ret |        |         |     |     | 49.º | 3    |
| 1997 | Suzuki   | AUS 16  | AUS Ret | SMR     | SMR     | GBR     | GBR     | GER     | GER     | ITA     | ITA     | USA     | USA     | EUR     | EUR    | AUT     | AUT     | NED    | NED     | SPA    | SPA     | JPN     | JPN     | INA     | INA     |        |         |     |     | NC   | 0    |
| 1998 | Ducati   | AUS Ret | AUS 10  | GBR     | GBR     | ITA     | ITA     | SPA     | SPA     | GER     | GER     | SMR     | SMR     | RSA     | RSA    | USA     | USA     | EUR    | EUR     | AUT    | AUT     | NED     | NED     | JPN     | JPN     |        |         |     |     | 36.º | 6    |
| 1999 | Ducati   | RSA     | RSA     | AUS Ret | AUS 7   | GBR     | GBR     | SPA     | SPA     | ITA     | ITA     | GER     | GER     | SMR     | SMR    | USA     | USA     | EUR    | EUR     | AUT    | AUT     | NED     | NED     | GER     | GER     | JPN    | JPN     |     |     | 41.º | 9    |
| 2001 | Ducati   | SPA 11  | SPA Ret | RSA 19  | RSA 17  | AUS 12  | AUS C   | JPN 19  | JPN 20  | ITA Ret | ITA 14  | GBR 17  | GBR 18  | GER 15  | GER 14 | SMR 13  | SMR Ret | USA 14 | USA 13  | EUR 14 | EUR 18  | GER Ret | GER 14  | NED 20  | NED 20  | ITA 6  | ITA 5   |     |     | 17.º | 47   |
| 2002 | Ducati   | SPA 17  | SPA 9   | AUS 13  | AUS Ret | RSA Ret | RSA Ret | JPN 17  | JPN 20  | ITA 10  | ITA 11  | GBR Ret | GBR 19  | GER 9   | GER 11 | SMR 13  | SMR 12  | USA 14 | USA 11  | GBR 19 | GBR 16  | GER     | GER     | NED Ret | NED DNS | ITA 13 | ITA 14  |     |     | 16.º | 52   |
| 2003 | Ducati   | SPA 6   | SPA 5   | AUS 4   | AUS 9   | JPN 15  | JPN Ret | ITA 9   | ITA 7   | GER 6   | GER 6   | GBR Ret | GBR Ret | SMR 6   | SMR 9  | USA Ret | USA Ret | GBR 14 | GBR Ret | NED 9  | NED 11  | ITA 6   | ITA Ret | FRA 7   | FRA 5   |        |         |     |     | 8.º  | 139  |
| 2004 | Ducati   | SPA Ret | SPA 3   | AUS 4   | AUS Ret | SMR 7   | SMR 3   | ITA Ret | ITA 8   | GER 5   | GER Ret | GBR 6   | GBR 6   | USA 3   | USA 6  | EUR 3   | EUR Ret | NED 7  | NED Ret | ITA 6  | ITA 3   | FRA 5   | FRA Ret |         |         |        |         |     |     | 7.º  | 181  |
| 2005 | Petronas | QAT 15  | QAT Ret | AUS Ret | AUS Ret | SPA Ret | SPA 17  | ITA Ret | ITA Ret | EUR Ret | EUR 20  | SMR 11  | SMR 8   | CZE 17  | CZE 16 | GBR 15  | GBR Ret | NED 14 | NED 16  | GER 18 | GER 9   | ITA 5   | ITA C   | FRA Ret | FRA DNS |        |         |     |     | 18.º | 35   |
| 2006 | Petronas | QAT 18  | QAT 18  | AUS 14  | AUS 15  | SPA Ret | SPA 15  | ITA Ret | ITA Ret | EUR Ret | EUR Ret | SMR Ret | SMR 17  | CZE Ret | CZE 19 | GBR 17  | GBR 16  | NED 12 | NED 11  | GER 14 | GER 12  | ITA Ret | ITA 16  | FRA Ret | FRA Ret |        |         |     |     | 21.º | 19   |
| 2007 | Honda    | QAT 11  | QAT 18  | AUS 10  | AUS Ret | EUR 19  | EUR 13  | SPA Ret | SPA Ret | NED     | NED     | ITA 16  | ITA Ret | GBR     | GBR    | SMR     | SMR     | CZE    | CZE     |        |         |         |         |         |         |        |         |     |     | 18.º | 27   |
| 2007 | Yamaha   |         |         |         |         |         |         |         |         |         |         |         |         |         |        |         |         |        |         | GBR 11 | GBR 16  |         |         |         |         |        |         |     |     | 18.º | 27   |
| 2007 | Suzuki   |         |         |         |         |         |         |         |         |         |         |         |         |         |        |         |         |        |         |        |         | GER 14  | GER 14  | ITA 14  | ITA 14  | FRA 16 | FRA Ret |     |     | 18.º | 27   |
| 2009 | BMW      | AUS     | AUS     | QAT     | QAT     | SPA     | SPA     | NED     | NED     | ITA     | ITA     | RSA 22  | RSA 18  | USA     | USA    | SMR     | SMR     | GBR    | GBR     | CZE    | CZE     | GER     | GER     | ITA     | ITA     | FRA    | FRA     | POR | POR | NC   | 0    |

### Campeonato del Mundo de Motociclismo
Sistema de puntuación de 1993 hasta 2022:
| Posición | 1.º | 2.º | 3.º | 4.º | 5.º | 6.º | 7.º | 8.º | 9.º | 10.º | 11.º | 12.º | 13.º | 14.º | 15.º |
| Puntos   | 25  | 20  | 16  | 13  | 11  | 10  | 9   | 8   | 7   | 6    | 5    | 4    | 3    | 2    | 1    |

#### Carreras por año
(Carreras en negrita indica pole position, carreras en cursiva indica vuelta rápida)
| Año  | Cat.  | Equipo | 1     | 2     | 3     | 4     | 5     | 6     | 7     | 8     | 9     | 10    | 11    | 12    | 13     | 14     | 15      | 16     | Pts. | Pos |
| ---- | ----- | ------ | ----- | ----- | ----- | ----- | ----- | ----- | ----- | ----- | ----- | ----- | ----- | ----- | ------ | ------ | ------- | ------ | ---- | --- |
| 1999 | 500cc | Honda  | MAL - | JPN - | SPA - | FRA - | ITA - | CAT - | NED - | GBR - | GER - | CZE - | IMO - | VAL - | AUS 14 | RSA 21 | BRA Ret | ARG 20 | 32.º | 2   |